# Schismatogobius insignus
Schismatogobius insignus är en fiskart som först beskrevs av Herre 1927.  Schismatogobius insignus ingår i släktet Schismatogobius och familjen smörbultsfiskar. Inga underarter finns listade i Catalogue of Life.